# 合川町
合川町（あいかわまち）は秋田県の北部に位置した町である。2005年（平成17年）3月22日、北秋田郡の鷹巣町・森吉町・阿仁町との合併によって北秋田市となり、廃止した。

## 概要
合川町の名は住民公募の中から選ばれた。由来は、「阿仁川と小阿仁川が合流する場所であり、四か村が合し、村の政治・経済・文化・交通もまたここで合い、過去の伝統を踏まえながら新しい街づくりのため総力を結集する」という意味が込められている。

### 町章
1956年に制定された。合川町の「あ」「い」をデフォルメにしたもので、躍進、近代的爽快、発展的雄飛の象徴として表現したもの。

### 地理
西部は出羽丘陵の一部で、標高443mの白津山を頂点とし、平均300mの南北稜線を境に山本郡二ツ井町（現能代市）と隣接していた。
北部は大野台と呼ばれる洪積台地が広がる。
- 山:七倉山、蟹沢山、白津山
- 河川:阿仁川、増沢川、芦沢川、羽根山沢川、小阿仁川、大内川沢、孫七沢川、務沢川、雪田沢
- 湖沼:関ノ沢池

### 隣接していた自治体
- 北秋田郡 : 鷹巣町、森吉町、上小阿仁村
- 山本郡 : 二ツ井町

## 歴史

### 説話
房住山が修験の場として開かれていた頃、房住山一帯を支配し翁面（上小阿仁村沖田面）に住む高倉長者という族長がいた。高倉長者は坂上田村麻呂と協力して、長面三兄弟という蝦夷を征伐したとされている。その長者に「たつこ」というひとり娘がいた。この娘の婿は阿仁と言ったので、人々は彼のことを「阿仁殿」と言った。ところが、婿をとってしばらくしたら長者に男子ができた。長者は後に財産の争いが起き、血を見ることがないようにとクジ引きで土地を分け与えることにした。その結果、娘婿の阿仁殿は米ヶ沢（米内沢）、実子は鎌ヶ沢（合川町鎌沢）に住みそれぞれの地を支配することになった。その後、二人は奥地を切り開き、娘婿は「大阿仁」と言われる比立内地区まで、実子の方は「小阿仁」とよばれ萩形までをそれぞれ支配することになった。

### 明治時代
明治時代の大区小区制では、1871年8月のものでは第五大区（後の北秋田郡）の第八小区及び第十三小区に編列させられた。その後、11月の改訂で第五大区の第一小区及び第五小区に編列され、その後1873年の改訂では全域が第二大区（後の北秋田郡及び鹿角郡）第三小区に編列することとなった。
1878年12月に大区小区制が廃止され、また秋田郡が南北に分割されると後の町域は北秋田郡に属することになった。
1889年の明治の大合併では町域内に大野村・落合村・下小阿仁村が発足する。しかし、大野村に属した木戸石（後の下大野村）・上杉（後の上大野村）は元々肝煎郷で独立の自治組織を保っており、それぞれで立村しようと県に陳情したが却下された。その後も村民の不満はくすぶり続け、1891年12月になって秋田県側より聴収に向かうこととなり、翌1892年に大野村は上大野村と下大野村に分割されることとなった。

### 合川町成立まで
戦後、昭和の大合併で同規模だった4か村の合併が県内でいち早く進められ、1953年には下大野村長畠山義郎の下で合併協議会が発足される。しかしながら、合併後の役所の位置をめぐって、「地理的にも中心であり、市街地に銀行支店や登記出張所、郵便局もある」落合村と、「阿仁合線羽後上大野駅（現合川駅）があり、物資集積地でもあり、未開墾地大野台にも近接する」上大野村の間で紛糾してしまう。
両村の中間にあった下大野村は「役場の位置は上大野駅前とする、上大野・落合の中学校を統合して落合に中学校を新築する、落合村の中心地李岱から上大野駅まで直線道路を敷く」という妥協案も示すも、受け入れられなかった。また、秋田県側もまた「中心市街地の形成に難がある」として反対した。
この問題点を抱えたまま1955年に合併することになる。その後新町役場は、合川駅での大火後の1956年11月に合川駅（同年4月に羽後上大野駅より改称）前に決定し、1957年6月に竣工した。

### 合川町成立後
合併直後、合川町は財政再建団体に指定される。合併当初、上大野村及び落合村が赤字、下大野村が差し引きゼロ、下小阿仁村が黒字であった。しかし下小阿仁村の黒字は道路改修の繰越金であり、合併初年度にその資金で道路を改修したため資金はなくなった。この赤字は1959年、国有林の払い下げに伴う差益で解消した。
同年9月には羽後上大野駅（現合川駅）で火災が発生し、51棟が焼失、30世帯以上が被災する大火災となった。その後、10月26日に都市計画を申請、翌1956年に認可され、1958年には李岱と合川駅を結ぶ幹線道路が開通した。
1957年には二ツ井町にあった七座営林署を誘致し、1959年に合川営林署として合川町役場に移転、1961年に営林署が竣工した。

### 社会福祉の町として
合川町は成立当初より災害に見舞われ、苦難が相次いだ。そのため、社会福祉は立町以来の悲願であった。
1958年には町内の篤志家から原資を募り、秋田県初となる社会福祉金庫を創設。1957年には、満85歳以上の高齢者に敬老年金制度を作り、100円札10枚を配布した。これは1961年に制定された国の国民年金、老齢福祉年金に先駆けた制度であった。
1965年には大野台に知的障害者施設「愛生園」を開園させ、また1960年代から70年代にかけて救護施設や授産施設、またそれらの施設で働く人の通勤寮を整備した。
また1964年には国庫補助金を利用し下杉に児童館を開設した。
これらを受けて1966年、合川町は全国で初めて「社会福祉宣言の町」を決議することとなる
。

### 沿革
- 1889年（明治22年）4月1日 - 町村制施行により、大野村・落合村・下小阿仁村が発足。
- 1892年（明治25年）4月11日 - 大野村が上大野村と下大野村に分割。
- 1934年（昭和9年）12月10日 - 国鉄阿仁合線（現秋田内陸縦貫鉄道）開通、羽後上大野駅（現・合川駅）開業。
- 1955年（昭和30年）3月31日 - 上大野村・下大野村・落合村・下小阿仁村の4か村が合併し合川町誕生。
- 1955年4月 - 財政再建団体に指定される。
- 1957年 - 敬老年金を創設。
- 1958年 - 社会福祉金庫を創設。
- 1959年 - 七座営林署が合川町に移転、合川営林署に改名[21]。全林野合川闘争(東北闘争)が発生。
- 1965年 - 国鉄阿仁合線大野台駅開業、同駅近くに知的障害者施設「愛生園」が開園。
- 1994年（平成6年）5月29日 - 秋田県立北欧の杜公園が開園。
- 2005年（平成17年）3月22日 - 北秋田郡の鷹巣町・森吉町・阿仁町と合併し北秋田市となる。

## 教育

### 大学校
- 秋田県立営農大学校（元秋田県立大野台高等農業学園、1991年度閉校[29]）

### 高校
- 秋田県公立合川高等学校（北秋田市立合川高等学校になり、2011年に秋田県立秋田北鷹高等学校に統合し廃校）
- 秋田県立米内沢高等学校合川分校（1948年秋田県立鷹巣農林高等学校落合分校として開校[30]、閉校時期不明）

### 中学校
- 合川町立合川中学校

### 小学校
尋常小学校は1874年に木戸石・李岱の二校が、翌1875年には三木田・上杉の二校が、1878年には鎌沢学校が開校した。1883年には三木田学校が鎌沢学校に統合される。（1891年に下小阿仁尋常小学校に改名）。
戦中の国民学校化に伴い、上杉尋常小学校が上大野国民学校に、李岱尋常小学校が落合国民学校に改名した（木戸石・上小阿仁はそのまま国民学校に移行）。戦後、木戸石国民学校が下大野小学校に改名される（他3校は名称変更せず小学校に移行）。
合併に伴い、下大野小学校が合川北小学校に、上杉小学校が合川東小学校に、落合小学校が合川西小学校に、上小阿仁小学校が合川南小学校に改名された。
北秋田市に合併後はすべて北秋田市立になったが、2012年に合川南小学校と合川西小学校が合併し合川小学校に、2015年に合川東小学校と合川北小学校が合川小学校に統合され、現在は1小1中体制となっている。
以下は北秋田市に合併した時点での小学校である。
- 合川町立合川東小学校
- 合川町立合川西小学校
- 合川町立合川南小学校
- 合川町立合川北小学校

## 旧跡・行事・公園

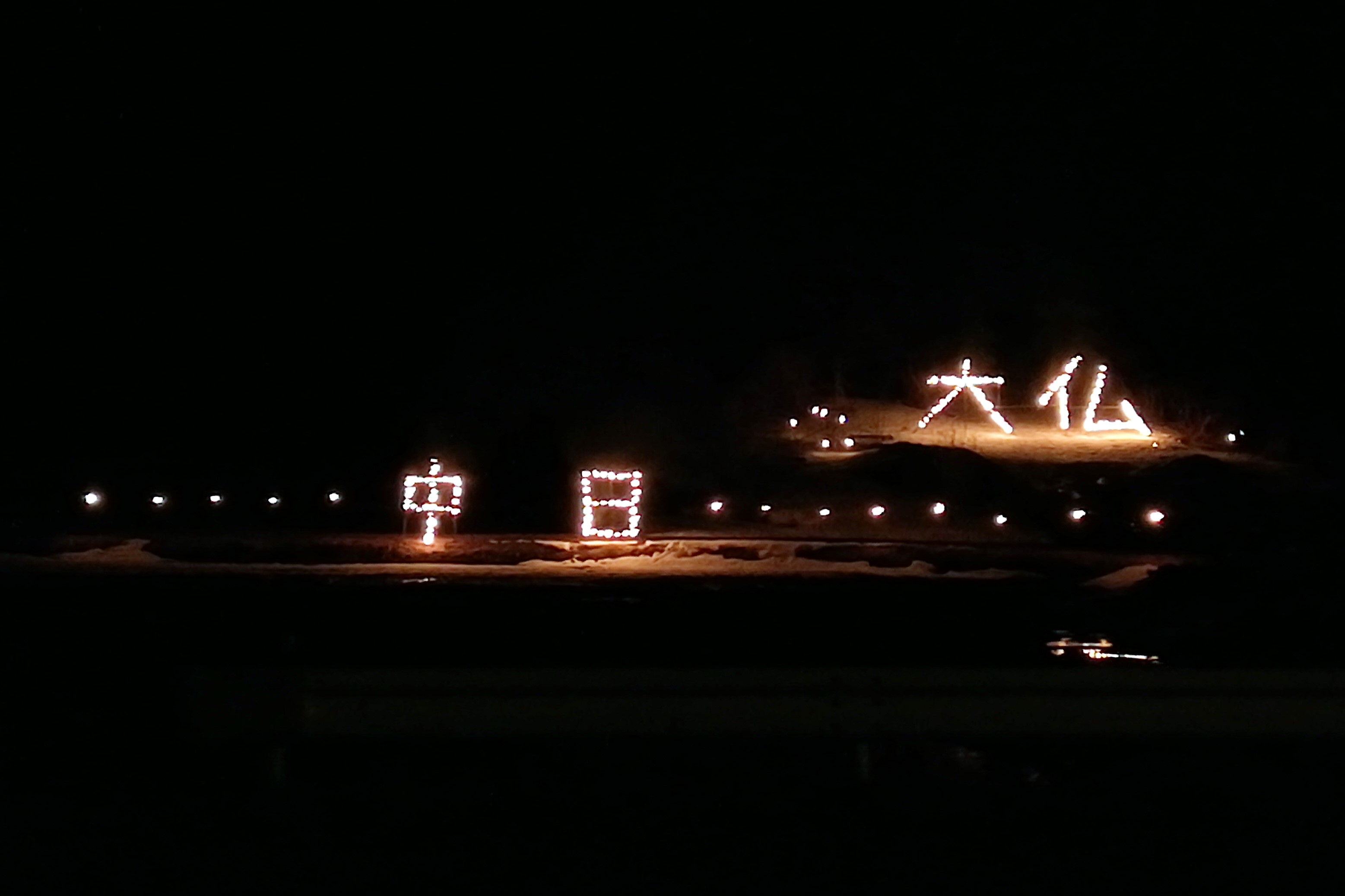
まとび

### 旧跡
- 川井延慶碑

### 行事
- 万灯火（まとび）

### 公園
- 秋田県立北欧の杜公園
- 翆雲公園(あじさい公園)

## 交通

### 空港
町内に空港は無いが、町のすぐ北東に大館能代空港がある。

### 鉄道
- 秋田内陸縦貫鉄道
  - 秋田内陸線 : 大野台駅 - 合川駅 - 上杉駅

### 道路
- 一般国道
  - 国道285号
- 主要地方道
  - 秋田県道3号二ツ井森吉線
  - 秋田県道24号鷹巣川井堂川線
- 一般県道
  - 秋田県道197号木戸石鷹巣線